# Березовий Гай (пам'ятка природи, Борзнянський район)
Бере́зовий Гай — ботанічна пам'ятка природи місцевого значення в Україні. Розташована в межах Борзнянської міської громади Ніжинського району Чернігівської області, на північний схід від села Забілівщина.
Площа 3,9 га. Статус присвоєно згідно з рішенням Чернігвського облвиконкому від 10.06.1972 року № 303; від 27.12.1984 року № 454; від 28.08.1989 року № 164. Перебуває у віданні ДП «Борзнянське лісове господарство» (Борзнянське л-во, кв. 89, вид. 14, кв. 90, вид. 12).
Статус присвоєно для збереження частини лісового масиву з насадженнями берези. У трав'яному покриві зростають злаки: мітлиця собача, мітлиця тонка.

## Галерея

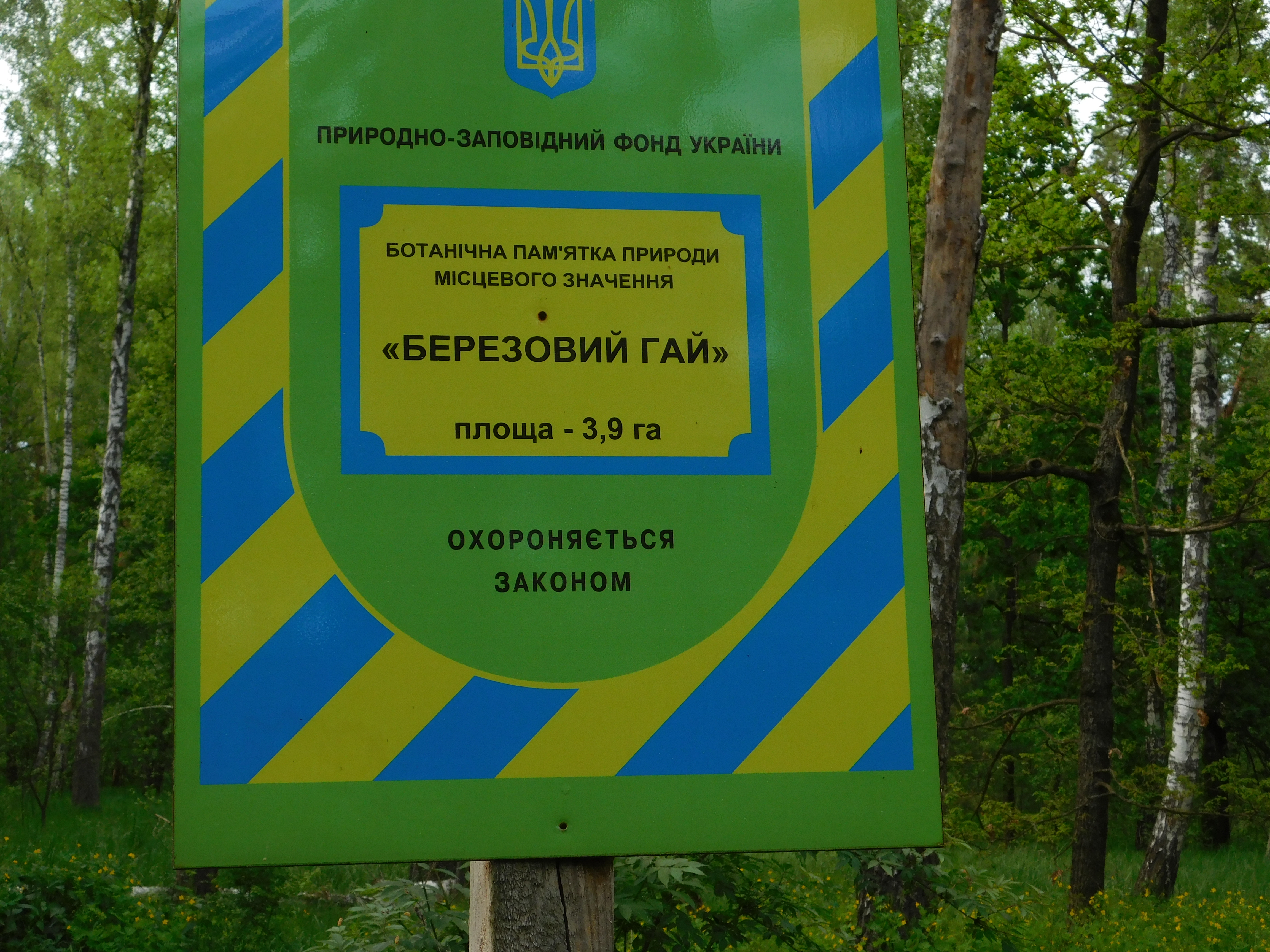
Березовий гай пам'ятка природи
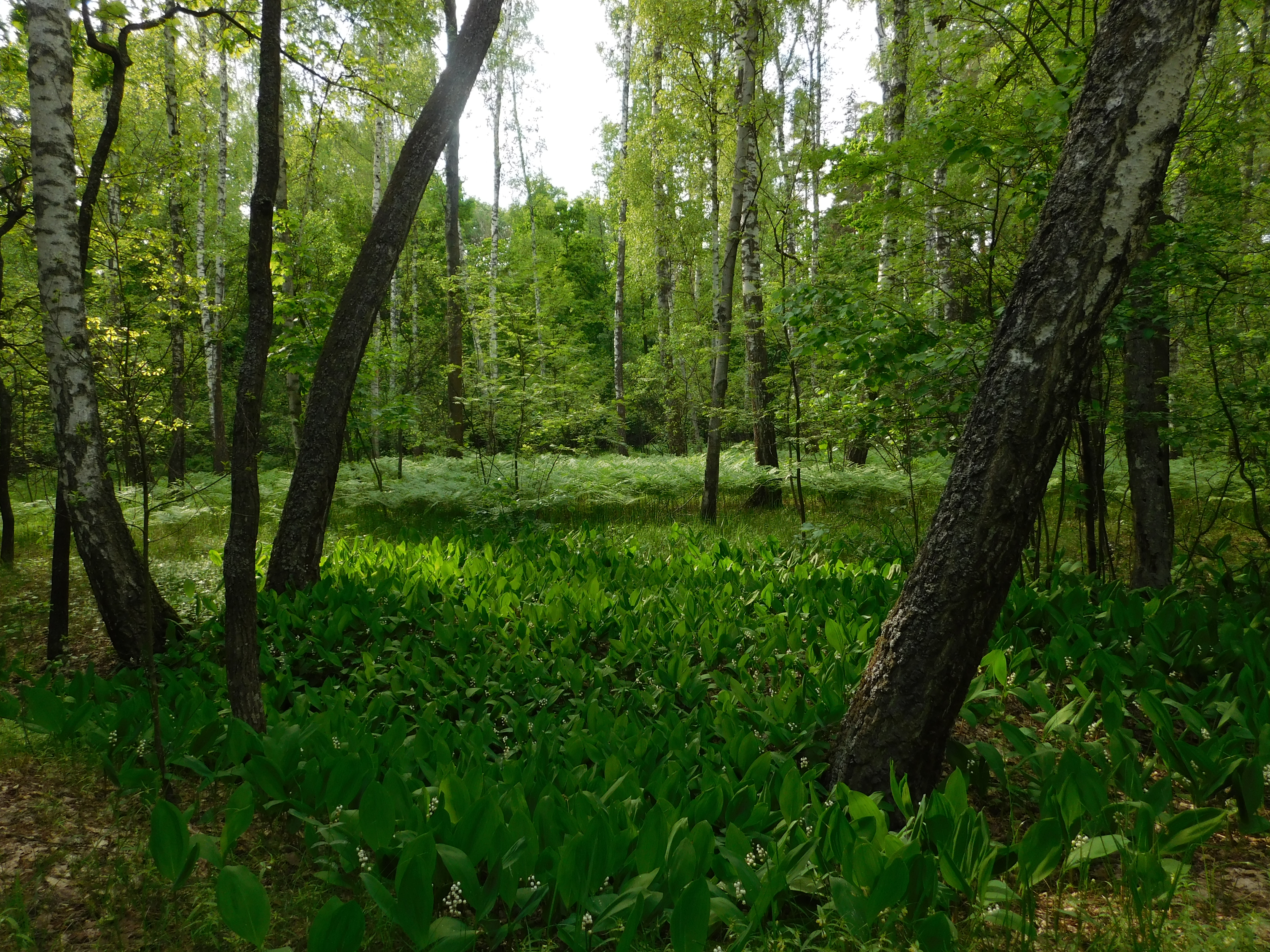
Цвітіння конвалії